# Konrad I av Meissen
Konrad I av Meissen, Konrad den store, född cirka 1098, död 15 februari 1157, son till greve Thimo von Wettin, var greve av Wettin. Han regerade från 1123 som markgreve av Meissen och från 1136 även som markgreve av Lausitz.